# The Sun Comes Out World Tour
Tournées par Shakira
Oral Fixation Tour El Dorado World Tour
Le 15 septembre 2010, The Sun Comes Out World Tour (également connu sous le nom de Shakira : Live in Concert et Sale El Sol World Tour) donne sa première représentation à Montréal (Canada). Il s'agit de la cinquième tournée de l'auteure-compositrice-interprète colombienne, Shakira. Cette tournée fait la promotion de ses deux derniers albums She Wolf (6e album studio) et Sale El Sol (7e album studio).
Alors que la première partie américaine et européenne s'est terminée, la tournée prendra la direction de l'Amérique latine dans le cadre du Pop Festival 2011. La tournée a rapporté plus de 16 millions de dollars américains pour ses dates en Amérique du Nord en 2010.

## Set list

### Amérique du Nord / Europe
1. Pienso en Ti
2. Why Wait
3. Te Dejo Madrid
4. Si Te Vas
5. Whenever, Wherever (Unbelievable)
6. Inevitable

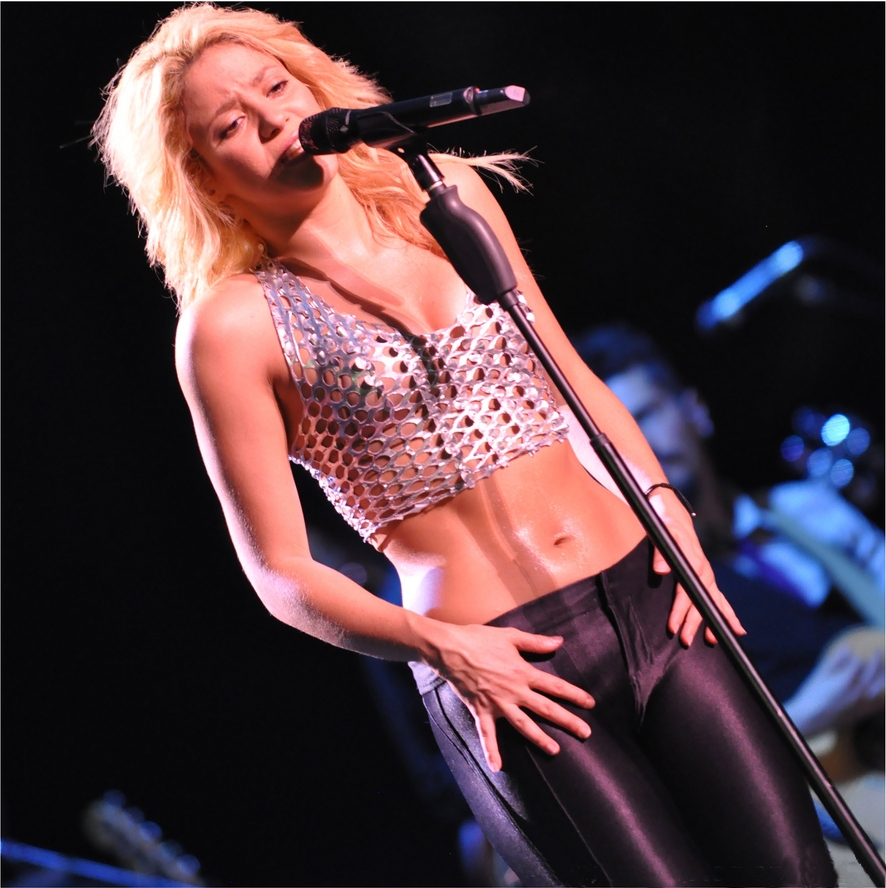
Shakira lors du un show de The Sun Comes Out World Tour

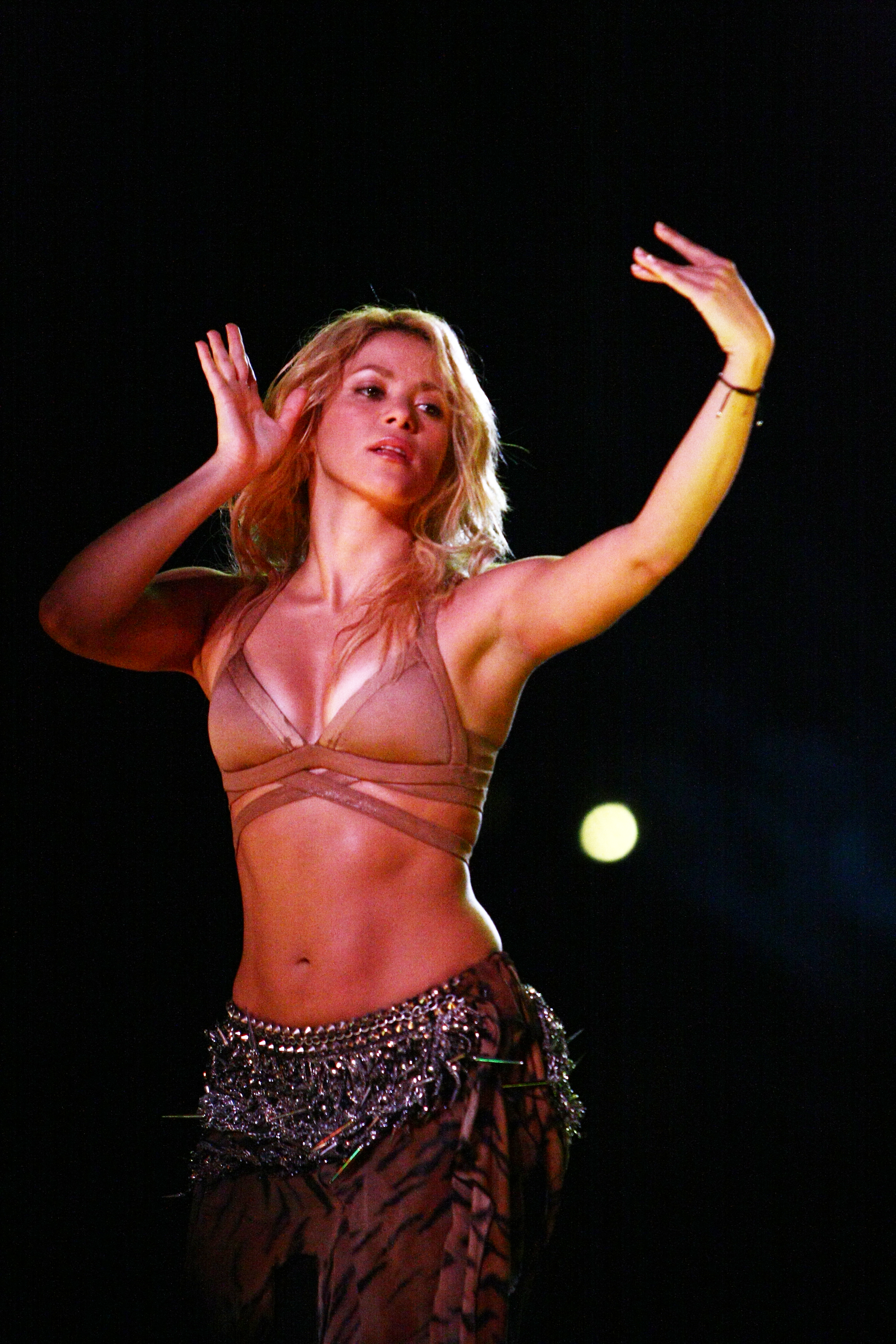
Shakira lors du un show de The Sun Comes Out World Tour

7. Nothing Else Matters (reprise de Metallica)/ Despedida Medley
8. Gypsy
9. La Tortura
10. Ciega, sordomuda
11. Underneath Your Clothes
12. Gordita
13. Sale el sol
14. Las De La Intuición
15. Loca
16. She Wolf
17. Ojos así
18. Antes De Las Seis
19. Je l'aime à mourir (seulement à Genève et a Paris Bercy)
20. Hips Don't Lie
21. Waka Waka (This Time for Africa)

### Amérique latine / Espagne
1. Pienso en Ti
2. Anos luz
3. Te Dejo Madrid
4. Si Te Vas
5. Suerte (Unbelievable)
6. Inevitable

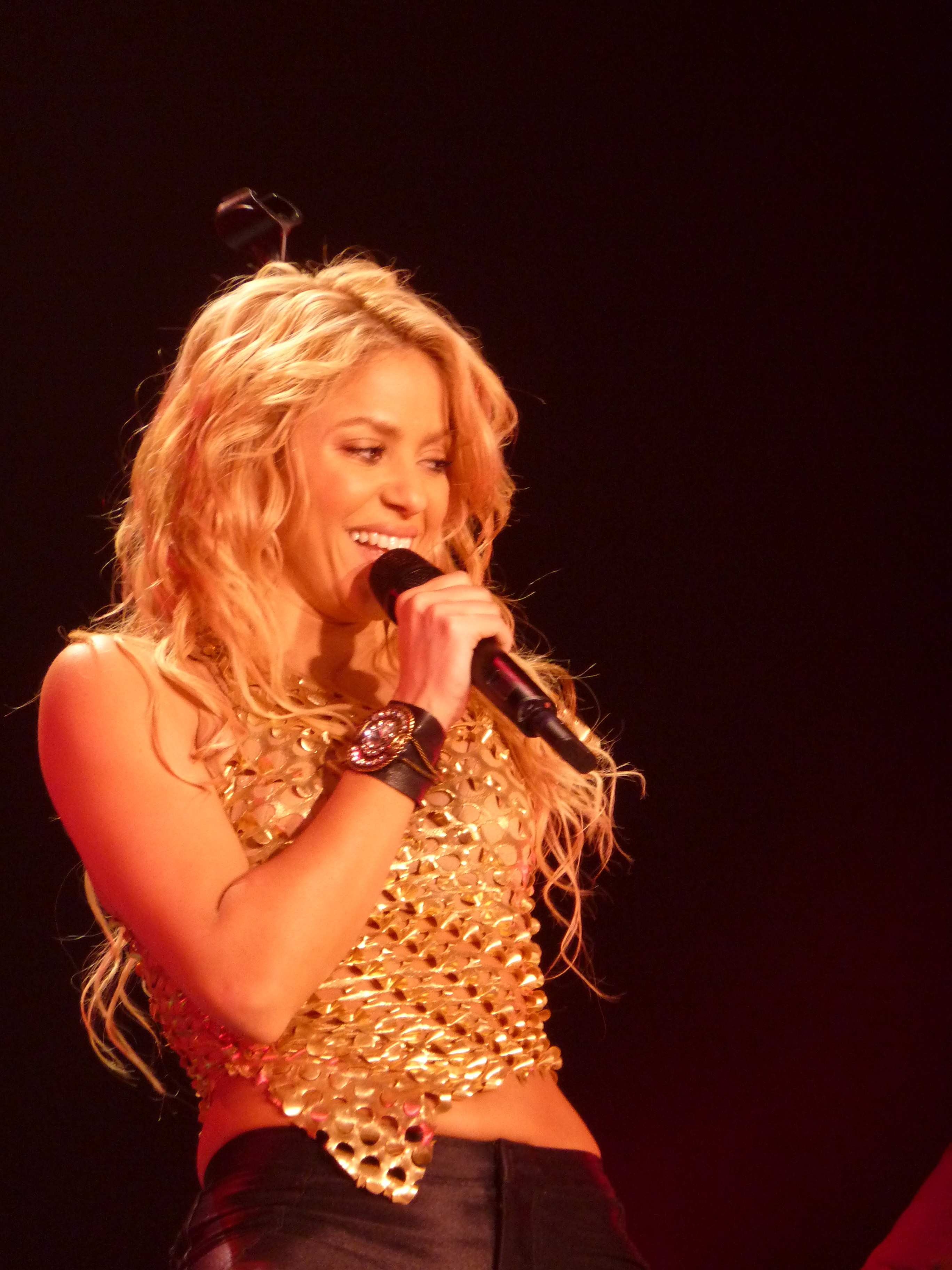
Shakira lors d'un show de The Sun Comes Out World Tour

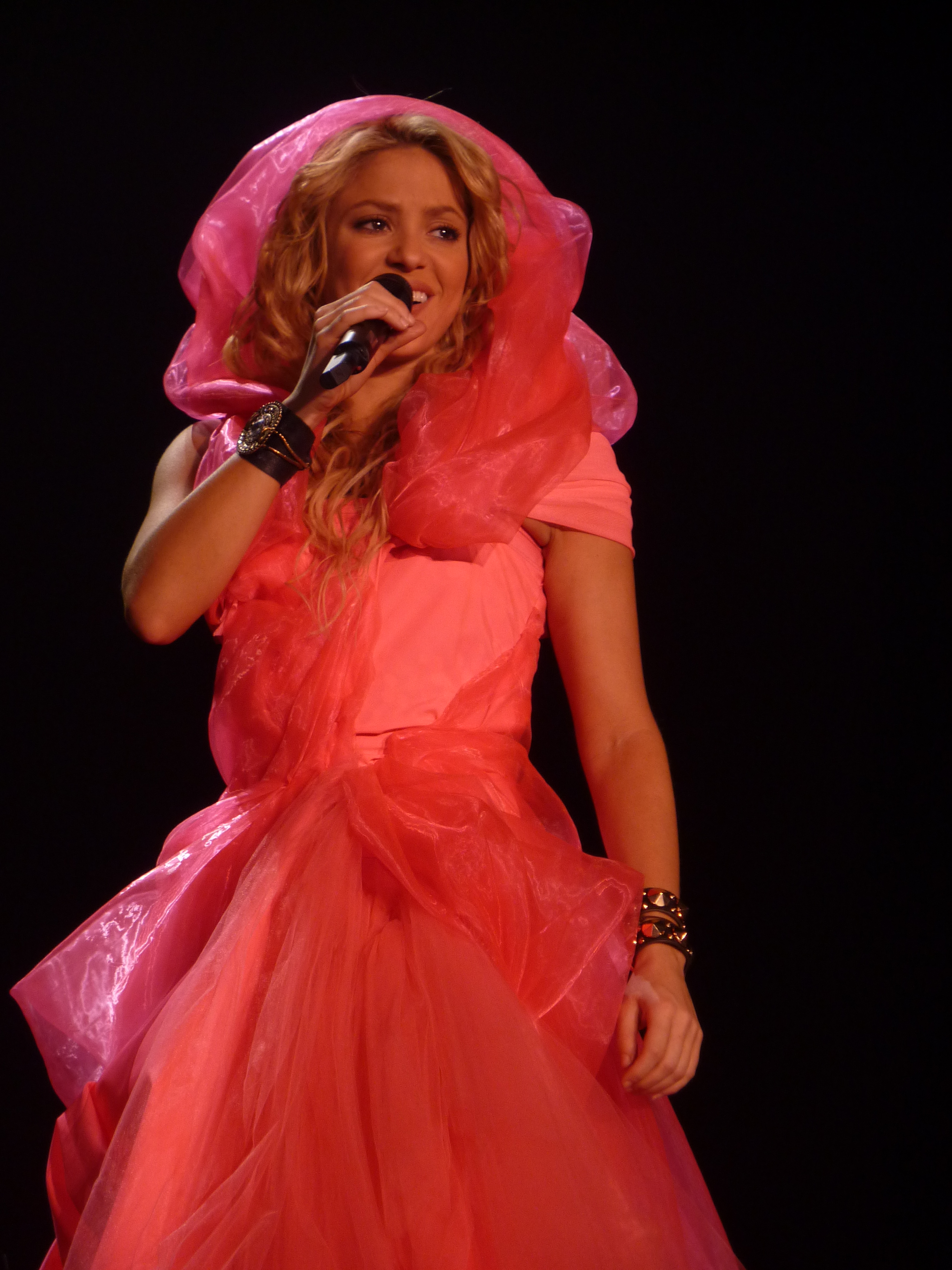
Shakira lors d'un show de The Sun Comes Out World Tour

7. Nothing Else Matters (reprise de Metallica)/ Despedida Medley
8. Gitana
9. La Tortura
10. Ciega, sordomuda
11. Underneath Your Clothes
12. Gordita
13. Sale el sol
14. Las De La Intuición
15. Loca
16. Loba
17. Ojos así
18. Antes De Las Seis
19. Hips Don't Lie
20. Waka Waka (Esto es África)

## Anecdotes

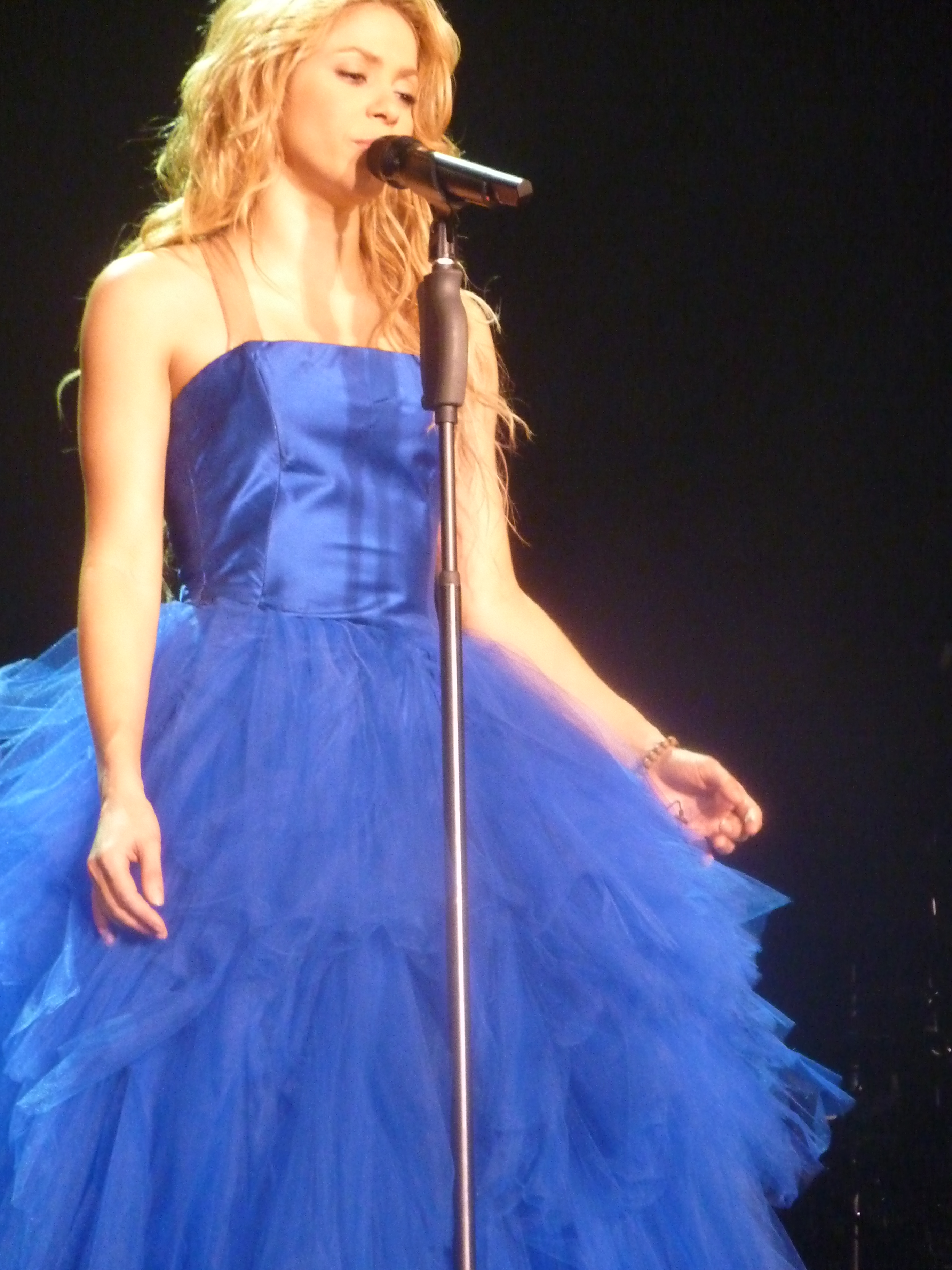
Shakira chantant Je l'aime à mourir de Francis Cabrel lors d'un live à Paris le 14 juin 2011

- Durant le concert de Los Angeles (Californie) au Staples Center, Shakira a été rejoint sur scène par Calle 13 pour la performance de "Gordita"[1].

- Après son concert du 25 octobre 2010 à Anaheim (Honda Center), Shakira a improvisé une performance surprise sur le toit d'une voiture dans le parking. Elle a invité des fans à venir la rejoindre pour danser sur "Loca".

- Durant le concert de Saint-Domingue au Estadio Olimpico, Shakira a été rejoint sur scène par El Cata pour la performance de "Loca".

- Le DVD officiel du The Sun Comes Out World Tour sera enregistré à Paris lors des concerts des 13 et 14 juin 2011.

- Pendant son concert à Monterrey, Shakira se serait faite dérober sa bague pendant sa première chanson Pienso en Ti en serrant la main des fans[2]. Selon les médias, sa bague était toujours là lors de la suite du concert[3].

- Le 7 juin à Genève et les 13 et 14 juin à Paris, Shakira interprète la chanson Je l'aime à mourir de Francis Cabrel, d'abord dans une traduction espagnole, puis en français.

- Durant la chanson Whenever Wherever (Suerte), elle fait monter des fans sur scènes avec elle et leur fait un cours de danse !

## Dates de la tournée
| Date              | Ville                   | Pays                   | Venue                                        |
| ----------------- | ----------------------- | ---------------------- | -------------------------------------------- |
| Amérique du Nord  |                         |                        |                                              |
| 15 septembre 2010 | Montréal                | Canada                 | Centre Bell                                  |
| 17 septembre 2010 | Uncasville              | États-Unis             | Mohegan Sun Arena                            |
| 18 septembre 2010 | Atlantic City           | États-Unis             | Mark G. Etess Arena                          |
| 21 septembre 2010 | New York                | États-Unis             | Madison Square Garden                        |
| 25 septembre 2010 | Sunrise                 | États-Unis             | BankAtlantic Center                          |
| 27 septembre 2010 | Miami                   | États-Unis             | American Airlines Arena                      |
| 28 septembre 2010 | Orlando                 | États-Unis             | Amway Arena                                  |
| 1er octobre 2010  | Dallas                  | États-Unis             | American Airlines Center                     |
| 2 octobre 2010    | San Antonio             | États-Unis             | AT&T Center                                  |
| 5 octobre 2010    | Corpus Christi          | États-Unis             | American Bank Center                         |
| 6 octobre 2010    | Laredo                  | États-Unis             | Laredo Energy Arena                          |
| 8 octobre 2010    | Houston                 | États-Unis             | Toyota Center                                |
| 9 octobre 2010    | Hidalgo                 | États-Unis             | State Farm Arena                             |
| 12 octobre 2010   | El Paso                 | États-Unis             | Don Haskins Center                           |
| 13 octobre 2010   | El Paso                 | États-Unis             | Don Haskins Center                           |
| 15 octobre 2010   | San Diego               | États-Unis             | San Diego Sports Arena                       |
| 16 octobre 2010   | Las Vegas               | États-Unis             | Mandalay Bay Events Center                   |
| 19 octobre 2010   | Sacramento              | États-Unis             | ARCO Arena                                   |
| 22 octobre 2010   | Oakland                 | États-Unis             | Oracle Arena                                 |
| 23 octobre 2010   | Los Angeles             | États-Unis             | Staples Center                               |
| 25 octobre 2010   | Anaheim                 | États-Unis             | Honda Center                                 |
| 29 octobre 2010   | Rosemont                | États-Unis             | Allstate Arena                               |
| Europe            |                         |                        |                                              |
| 16 novembre 2010  | Lyon                    | France                 | Halle Tony-Garnier                           |
| 17 novembre 2010  | Zurich                  | Suisse                 | Hallenstadion                                |
| 19 novembre 2010  | Madrid                  | Espagne                | Palacio de Deportes                          |
| 21 novembre 2010  | Lisbonne                | Portugal               | Pavilhão Atlântico                           |
| 23 novembre 2010  | Bilbao                  | Espagne                | Bizkaia Arena                                |
| 24 novembre 2010  | Barcelone               | Espagne                | Palau Sant Jordi                             |
| 26 novembre 2010  | Montpellier             | France                 | Arena Montpellier                            |
| 27 novembre 2010  | Turin                   | Italie                 | Torino Palasport Olimpico                    |
| 29 novembre 2010  | Genève                  | Suisse                 | Geneva Arena                                 |
| 1er décembre 2010 | Rotterdam               | Pays-Bas               | The Ahoy                                     |
| 3 décembre 2010   | Munich                  | Allemagne              | Olympiahalle                                 |
| 5 décembre 2010   | Amnéville               | France                 | Galaxie Amnéville                            |
| 6 décembre 2010   | Paris                   | France                 | Palais omnisports de Paris-Bercy             |
| 9 décembre 2010   | Berlin                  | Allemagne              | O2 World                                     |
| 11 décembre 2010  | Cologne                 | Allemagne              | Lanxess Arena                                |
| 12 décembre 2010  | Anvers                  | Belgique               | Sportpaleis                                  |
| 14 décembre 2010  | Manchester              | Royaume-Uni            | Manchester Evening News Arena                |
| 16 décembre 2010  | Dublin                  | Irlande                | The O2                                       |
| 17 décembre 2010  | Belfast                 | Irlande                | Odyssey Arena                                |
| 19 décembre 2010  | Glasgow                 | Royaume-Uni            | Scottish Exhibition and Conference Centre    |
| 20 décembre 2010  | Londres                 | Royaume-Uni            | The O2                                       |
| Amérique du Sud   |                         |                        |                                              |
| 1er mars 2011     | Salta                   | Argentine              | Estadio Malvinas Argentinas                  |
| 3 mars 2011       | Córdoba                 | Argentine              | Estadio Château Carreras                     |
| 5 mars 2011       | Buenos Aires            | Argentine              | Estadio Puerto Madero                        |
| 6 mars 2011       | Punta del Este          | Uruguay                | Conrad Resort & Casino                       |
| 8 mars 2011       | Asuncion                | Paraguay               | Hipodromo                                    |
| 10 mars 2011      | Santiago                | Chili                  | Estadio Nacional                             |
| 12 mars 2011      | Bogota                  | Colombie               | Parque Simon Bolivar                         |
| 15 mars 2011      | Porto Alegre            | Brésil                 | Fiergs Parking                               |
| 19 mars 2011      | São Paulo               | Brésil                 | Estadio do Morumbi                           |
| 21 mars 2011      | Santa Cruz de la Sierra | Bolivie                | Estadio Ramón Tahuichi Aguilera              |
| 24 mars 2011      | Brasilia                | Brésil                 | Estádio Mané Garrincha                       |
| 25 mars 2011      | Lima                    | Pérou                  | Estadio San Marcos                           |
| 27 mars 2011      | Caracas                 | Venezuela              | USB Futbol Estadium                          |
| Amérique du Nord  |                         |                        |                                              |
| 30 mars 2011      | Saint-Domingue          | République dominicaine | Estadio Olimpico                             |
| 2 avril 2011      | Mexico                  | Mexique                | Foro Sol                                     |
| 3 avril 2011      | Mexico                  | Mexique                | Foro Sol                                     |
| 5 avril 2011      | Guadalajara             | Mexique                | Estadio 3 de Marzo U.A.G.                    |
| 7 avril 2011      | Monterrey               | Mexique                | Estadio Universitario de Monterrey           |
| 9 avril 2011      | Guatemala               | Guatemala              | Estadio Cementos Progreso                    |
| 10 avril 2011     | San José                | Costa Rica             | Estadio Nacional de Costa Rica               |
| 12 avril 2011     | Panamá                  | Panama                 | Estadio Nacional de Panamá                   |
| Asie              |                         |                        |                                              |
| 29 avril 2011     | Abou Dabi               | Émirats arabes unis    | Yas Arena                                    |
| Europe            |                         |                        |                                              |
| 2 mai 2011        | Bologne                 | Italie                 | Futurshow Arena                              |
| 3 mai 2011        | Milan                   | Italie                 | Mediolanum Forum                             |
| 5 mai 2011        | Budapest                | Hongrie                | Budapest Arena                               |
| 7 mai 2011        | Bucarest                | Roumanie               | Palace Square                                |
| 9 mai 2011        | Belgrade                | Serbie                 | Belgrade Arena                               |
| 11 mai 2011       | Zagreb                  | Croatie                | Zagreb Arena                                 |
| 14 mai 2011       | Mannheim                | Allemagne              | SAP Arena                                    |
| 15 mai 2011       | Mönchengladbach         | Allemagne              | Warsteiner HockeyPark                        |
| 17 mai 2011       | Łódź                    | Pologne                | Atlas Arena                                  |
| 19 mai 2011       | Minsk                   | Biélorussie            | Minsk Arena                                  |
| 22 mai 2011       | Saint-Pétersbourg       | Russie                 | Complexe sportif et scénique pétersbourgeois |
| 24 mai 2011       | Moscou                  | Russie                 | Olympic Arena                                |
| Asie              |                         |                        |                                              |
| 26 mai 2011       | Beyrouth                | Liban                  | BIEL                                         |
| Afrique           |                         |                        |                                              |
| 28 mai 2011       | Rabat                   | Maroc                  | OLM Souissi                                  |
| Europe            |                         |                        |                                              |
| 29 mai 2011       | Barcelone               | Espagne                | Stade olympique Lluís-Companys               |
| 30 mai 2011       | Valence                 | Espagne                | Auditorio Marina Sur                         |
| 1er juin 2011     | Almería                 | Espagne                | Estadio de los Juegos Mediterráneos          |
| 3 juin 2011       | Madrid                  | Espagne                | Estadio Vicente Calderón                     |
| 4 juin 2011       | Bilbao                  | Espagne                | Estadio San Mamés                            |
| 5 juin 2011       | Nice                    | France                 | Palais Nikaia                                |
| 7 juin 2011       | Genève                  | Suisse                 | Geneva Arena                                 |
| 8 juin 2011       | Zurich                  | Suisse                 | Hallenstadion                                |
| 10 juin 2011      | Graz                    | Autriche               | Schwarzlsee                                  |
| 11 juin 2011      | Francfort               | Allemagne              | Festhalle                                    |
| 13 juin 2011      | Paris                   | France                 | Palais omnisports de Paris-Bercy             |
| 14 juin 2011      | Paris                   | France                 | Palais omnisports de Paris-Bercy             |
| Amérique du Nord  |                         |                        |                                              |
| 15 juillet 2011   | Cancún                  | Mexique                | Moon Palace Resort                           |
| 16 juillet 2011   | Mérida                  | Mexique                | Monumento a la Patria                        |
| 19 juillet 2011   | Villahermosa            | Mexique                | Estacionamiento del Parque Tabasco           |
| 22 juillet 2011   | Tuxtla Gutierrez        | Mexique                | Estadio Víctor Manuel Reyna                  |
| 24 juillet 2011   | Puebla                  | Mexique                | Estadio de Béisbol Hermanos Serdán           |
| 26 juillet 2011   | León                    | Mexique                | Explanada Poliforum                          |
| 28 juillet 2011   | Hermosillo              | Mexique                | Estadio Héroe de Nacozari                    |
| 30 juillet 2011   | Tijuana                 | Mexique                | Estadio Caliente                             |
| 31 juillet 2011   | Mexicali                | Mexique                | Estadio Nido de los Aguilas                  |
| Asie              |                         |                        |                                              |
| 24 septembre 2011 | Singapour               | Singapour              | Marina Bay Street Circuit                    |
| Amérique du Sud   |                         |                        |                                              |
| 30 septembre 2011 | Rio de Janeiro          | Brésil                 | Parque Olímpico Cidade do Rock               |
| Europe            |                         |                        |                                              |
| 8 octobre 2011    | Kiev                    | Ukraine                | Olimpiysky Stadium                           |
| Amérique du Nord  |                         |                        |                                              |
| 14 octobre 2011   | San Juan                | Porto Rico             | José Miguel Agrelot Coliseum                 |
| 15 octobre 2011   | San Juan                | Porto Rico             | José Miguel Agrelot Coliseum                 |

## Galerie photo
Shakira à Beyrouth le 26 mai 2011